# Suwon Football Club (féminines)
Maillots
La section féminine du Suwon FC est un club féminin sud-coréen basé à Suwon.

## Histoire
Le Suwon FMC WFC remporte un premier titre en championnat en 2010, en dominant Incheon en finale (1-0, 1-0).
Le club devient ensuite la section féminine du Suwon FC. C'est le premier club de K-League 1 à se doter d'une section féminine.
En 2022, la star sud-coréenne Ji So-yun quitte Chelsea et signe à Suwon, dans l'optique d'aider le club à atteindre le niveau d'Incheon, qui domine le championnat depuis une décennie, et d'améliorer ainsi la compétitivité du championnat et des joueuses du pays,.
Lors de la saison 2023, Suwon atteint la finale et retrouve Incheon, décuple champion en titre. Les bleues et rouges remportent le match aller 3-1, avant de s'effondrer au match retour (2-6) et laissent filer le titre. À l'intersaison, Ji So-yun quitte le club pour rejoindre le Seattle Reign.
En 2024, les Incheon Red Angels ratent leur saison et ne se qualifient pas pour les play-offs, après onze titres consécutifs. Suwon termine deuxième de la saison régulière, domine le Gyeongju KHNP en demi-finale aux tirs au but (1-1, 5-4), puis affronte le Hwacheon KSPO en finale. Lors du match aller à domicile, Suwon l'emporte 2-0. Le match retour est remporté par Hwacheon 2-1, mais Suwon décroche le titre au score cumulé (3-2), son premier depuis quatorze ans.

## Palmarès
Championnat de Corée du Sud (2) :
- Champion en 2010 et 2024